# Festa del narciso
La festa del narciso è una festa tradizionale che si svolge annualmente l'ultima domenica del mese di maggio a Rocca di Mezzo (AQ), in Abruzzo, in cui vengono costruiti dei carri allegorici infiorati con il narciso e fatti sfilare lungo il centro del paese. 

## Tradizione

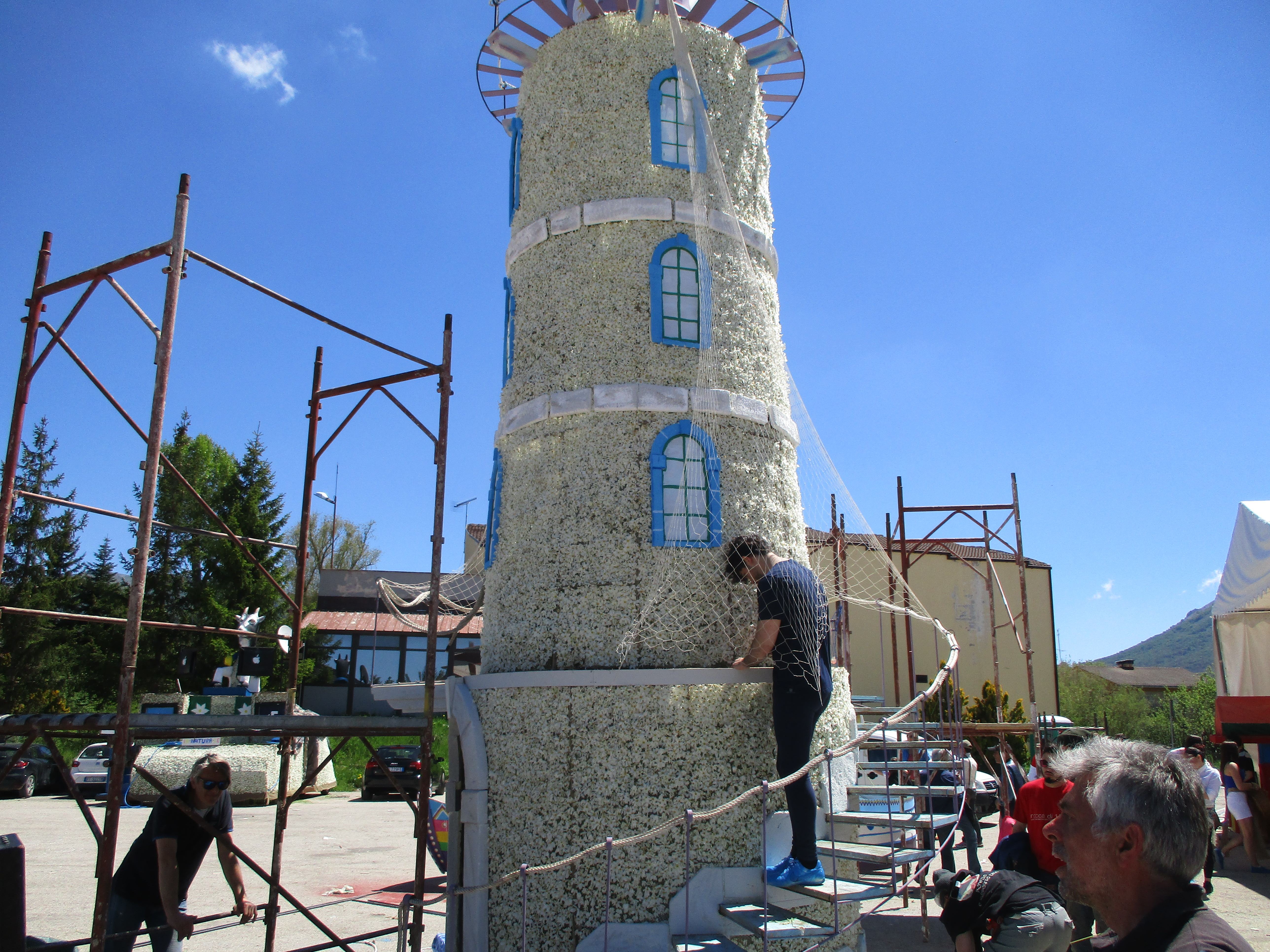
Allestimento di un carro nel 2017

Il rito dell'infioritura dei carri da sfilata di Rocca di Mezzo, attraverso l'uso del narciso selvatico che fiorisce per pochi giorni l'anno nella seconda metà di maggio, risale al secondo dopoguerra quando, stando alla tradizione orale alcuni emigranti del luogo, si raccontava della caratteristica Rose Parade californiana di Pasadena tanto da spingere i giovani rocchigiani a replicare quella manifestazione celebrando la rinascita in un giorno di primavera. La prima Festa del Narciso risale al 18 maggio 1947, poco dopo la fine della seconda guerra mondiale. Nelle prime edizioni furono utilizzate delle rudimentali piattaforme di legno sulle quali si approntavano i carri che venivano trainati da animali da soma o da tiro come i buoi. Inizialmente gli allestimenti puntavano perlopiù a raffigurare la realtà rurale e il folclore abruzzese anche con cori e musicisti al seguito, e successivamente iniziavano ad essere rappresentati temi fantasiosi, poetici o di attualità. La manifestazione nasce come gara, molto sentita, tra i diversi quartieri del centro storico, e nei primi decenni delle edizioni i carri venivano addirittura costruiti di nascosto ed in gran segreto pur di non rivelarli al pubblico o ai quartieri rivali prima della sfilata.
Nel 2022, dopo due anni di pandemia di COVID-19 ed edizioni ridotte trasmesse in streaming, il rito è tornato a svolgersi in modo tradizionale con la presenza del pubblico.

## La festa
L'allestimento dei carri richiede circa un mese di preparazione tra costruzione, raccolta dei fiori e infioritura la quale avviene nelle ultime 12-18 ore prima della sfilata. I carri, dotati nel corso delle edizioni anche di sofisticati congegni meccanici e tecnologici, attualmente vengono allestiti nella località "Ara della Fonte" a ridosso del centro abitato di Rocca di Mezzo, mentre negli anni passati venivano costruiti lungo la via Tenente Italo D'Eramo e, prima ancora, nelle stalle del centro storico. La raccolta del narciso avviene sull'altopiano delle Rocche nella parte compresa tra Rocca di Mezzo, Rocca di Cambio e Terranera ("Le Prata"), tagliando esclusivamente il gambo senza estirpare il bulbo, e viene effettuata due o tre pochi giorni prima dell'evento, mentre le decorazioni dei carri vengono aggiunte soprattutto la notte prima della sfilata. Oltre ai fiori del narciso vengono utilizzati altri elementi naturali e sintetici. La sfilata dei carri, accompagnata da persone vestite con costumi creati appositamente per le sceneggiature, ha inizio nel pomeriggio dell'ultima domenica di maggio e termina dopo avere fatto due volte il percorso intorno alla piazza centrale. Alla partenza, il corteo festoso raggiunge la piazza Principe di Piemonte dove sono stipati il pubblico e le 3 postazioni in cui vengono effettuate le rappresentazioni sceniche di ciascun carro. Nella sosta intermedia è posizionata anche la giuria che valuta ogni carro assegnando dei voti da 1 a 10 per diverse categorie (struttura, infioritura, scene, musiche ecc), la cui sommatoria costituisce il punteggio e la classifica della graduatoria finale. Non sono rare le partecipazioni anche dei comuni e frazioni limitrofi (Rocca di Cambio, Ovindoli, Fonteavignone). Durante la festa è possibile visitare il piccolo museo che ripercorre la storia della festa del narciso allestito in un edificio di piazza Principe di Piemonte.